# Manulea decipiens
Manulea decipiens är en flenörtsväxtart som beskrevs av O.M. Hilliard. Manulea decipiens ingår i släktet Manulea och familjen flenörtsväxter. Inga underarter finns listade i Catalogue of Life.